# Croix de saint Augustin
La croix de saint Augustin (St Augustine's Cross en anglais) est un monument situé dans la paroisse civile de Minster-in-Thanet, sur l'île de Thanet, dans le comté de Kent.
Il s'agit d'une grande croix celtique en pierre, sur le modèle des croix de Sandbach, haute de 7 m. Elle est érigée en 1884 à l'initiative du comte Granville Leveson-Gower, secrétaire d'État des Affaires étrangères et Gouverneur des Cinq-Ports, pour commémorer la première rencontre entre le roi païen Æthelberht de Kent et le missionnaire romain Augustin, en 597.